# Søndre Nordstrand
Nordstrand Sud est un Bydel (district administratif) d'Oslo. L'arrondissement compte 39 066 habitants (en 2020) et, avec ses 18,4 km², il est le plus grand arrondissement d'Oslo en termes de superficie.
Les conditions de vie à Søndre Nordstrand sont parmi les meilleures de la ville, la densité de logements étant la plus faible d'Oslo avec 1,9 par hectare. Après Nordstrand, Søndre Nordstrand est le quartier qui compte le plus d'espaces verts. Cela explique peut-être aussi pourquoi seulement 1,5 % de la population est gênée par le bruit de la circulation (contre 6,8 % dans l'ensemble d'Oslo).
Le logo du district est un pont de pierre et symbolise le désir de créer un pont entre les différentes cultures présentes dans le district. Le logo fait référence à Ljabru, un vieux pont de pierre qui traverse la rivière Ljanselva à Hauketokrysset. La rivière constitue la frontière entre Søndre Nordstrand et l'arrondissement de Nordstrande, à l'exception des zones d'Øvre Ljanskollen et de Leirskallen (situées au sud de la rivière) qui appartiennent à l'arrondissement de Nordstrand.

## Quartier et développement
Le district est géographiquement et historiquement divisé en deux parties, une partie occidentale et une partie orientale, séparées par une zone forestière de 500 mètres de large (un peu plus étroite au nord). Dans la partie occidentale se trouve la ligne d'Østfold (dont le tracé actuel a été posé en 1925) et il y a quelques vieilles petites maisons et maisons en rangée à Hauketo et Prinsdal. Dans les années 1980, la ville suburbaine de Holmlia a également été développée. En termes de transports publics, il y a des arrêts ferroviaires à la  gare de Hauketo, à l'arrêt de Holmlia et à l'arrêt de Rosenholm. Cette partie borde la municipalité d'Oppegård au sud et est traversée par la Mosseveien.
La partie orientale est constituée d'anciennes grandes fermes situées sous la colonie agricole de Klemetsrud, telles que Mortensrud, Lofsrud, Li-fardene, Børdal, Bjørnholt, Gjersrud et Stensrud : Mortensrud, Lofsrud, Li-fardene, Børndal, Bjørnholt, Gjersrud et Stensrud. Aujourd'hui, ces villes sont devenues des villes/quartiers de banlieue qui ont tous été développés dans les années 1980 : Mortensrud w/Lofsrud, Bjørndal, Dal/Brenna, et la zone de développement planifié Gjersrud-Stensrud, qui devrait compter 4 000 à 5 000 logements. La ligne de chemin de fer Østensjø a été prolongée jusqu'à la gare de Mortensrud en 1997, et une nouvelle extension est envisagée. Ce tronçon borde la municipalité de Nordre Follo au sud, et l'autoroute européenne 6 la traverse. On assiste actuellement (mai 2012) à un fort développement de l'habitat à Mortensrud et à Bjørndal. À Mortensrud, un nouveau centre local est en cours de construction à côté du Senter Syd déjà existant, de sorte que Mortensrud deviendra de loin le plus grand centre commercial de Søndre Nordstrand.
Le district n'a pas de centre propre et il y a peu de possibilités de communication à travers le district. Cela signifie que le district peut paraître quelque peu fragmenté, avec de grandes différences de population entre les différentes banlieues.

## Population
Le quartier de Søndre Nordstrand a une composition de population unique.
La nouvelle implantation a eu un fort impact démographique : La population a augmenté de 80 % au cours de la période de 7 ans allant de 1986 à 1993 et a fait de Søndre Nordstrand le quartier le plus "jeune" d'Oslo : Un tiers de la population du quartier avait moins de 20 ans. Le niveau d'éducation de la population est inférieur à la moyenne d'Oslo et plus de 10 % des habitants de Søndre Nordstrand bénéficient de l'aide sociale (conjoint et enfants compris).
Søndre Nordstrand est également le quartier d'Oslo qui compte le plus grand nombre de minorités par rapport à la population. En 2008, 41,2 % des habitants de Søndre Nordstrand étaient d'origine non occidentale. En avril 2012, la proportion de résidents issus de l'immigration a dépassé les 49 %, et le quartier devrait devenir, ou est déjà devenu, le premier à compter une majorité d'immigrés de première génération et de leurs enfants.
L'arrondissement compte également la plus forte proportion de personnes handicapées de la capitale. Cela s'explique par les bonnes conditions de logement et l'organisation de l'arrondissement pour ce type de besoins.

## Politique
Comme les 14 autres quartiers d'Oslo, Søndre Nordstrand dispose d'un comité de quartier directement élu. Le comité de quartier est responsable de la distribution des fonds de l'arrondissement et de l'orientation politique de l'administration de l'arrondissement.
Le taux de participation électorale de South Nordstrand est généralement faible. Lors des élections locales de 2007, seuls 54,4 % des électeurs éligibles se sont rendus aux urnes, et les partis de gauche en particulier semblent souffrir d'un manque de participation de la part de leurs électeurs potentiels.
Avant toutes les réunions des comités de quartier, les questions sont discutées au sein des comités. Søndre Nordstrand compte trois comités : Culture et éducation, Santé et affaires sociales, et le Comité technique et de construction. C'est avant ces réunions que la population peut exercer la plus grande influence possible sur les décisions prises. Cependant, c'est lors de la "demi-heure ouverte" de la commission de district que l'assistance est la plus nombreuse. Des particuliers ou des représentants de diverses organisations ont alors l'occasion de s'adresser aux responsables politiques locaux et à la presse locale.
La politique de voisinage est principalement couverte par le Nordstrands Blad, qui dispose d'une édition spéciale pour le district.

## Personnages célèbres de Nordstrand
- Shabana Rehman Gaarder (Né en 1976), humoriste, écrivain, dramaturge
- A Déchiré Sagen (Né en 1980), acteur et comédien
- Eric Husby (Né en 1984), détective de police et écrivain criminel
- Zaïneb El-Samaraï (Né en 1987), homme politique
- Jean-Pierre Parr (Né en 1988), footballeur
- Amin Nouri (Né en 1990), footballeur
- Nicolay" Nico " Sereba a écrit: (Né en 1990), artiste
- Mathis Bolly (Né en 1990), footballeur
- Adama Diomandé (Né en 1990), footballeur
- Nicolas Naess (Né en 1993), footballeur
- Ghayas Zahid (Né en 1994), footballeur
- Ohi Omoijuanfo (Né en 1994), footballeur
- Moussa Njié (Né en 1995), footballeur